# Chemical Reviews
Chemical Reviews (nach ISO 4-Standard in Literaturzitaten mit Chem. Rev. abgekürzt) ist eine monatlich erscheinende Peer-Review Fachzeitschrift. Herausgeber der seit 1924 erscheinenden Chemical Reviews ist die American Chemical Society (ACS).
Wie der Name der Zeitschrift schon andeutet, veröffentlicht sie umfangreiche Reviews  über ein ganzes Arbeitsgebiet in der Chemie und keine Original-Artikel. Die Ausgaben sind meist Themenschwerpunkten gewidmet, zu denen die einzelnen Reviews thematisch passen.
Um einen tieferen Einblick beziehungsweise Überblick über ein Arbeitsgebiet zu bekommen, ist die Zeitschrift sehr gut geeignet. Anhand der großen Zitierlisten eines jeden Review-Artikels, mit häufig über 200 Literaturzitaten, ist eine weitere Vertiefung in die Materie recht einfach.
Der Impact Factor lag im Jahr 2023 bei 51,5. Nach der Statistik des Web of Science wurde das Journal 2020 in der Kategorie multidisziplinäre Chemie an erster Stelle von 178 Zeitschriften geführt.